# Conservatorium Hotel

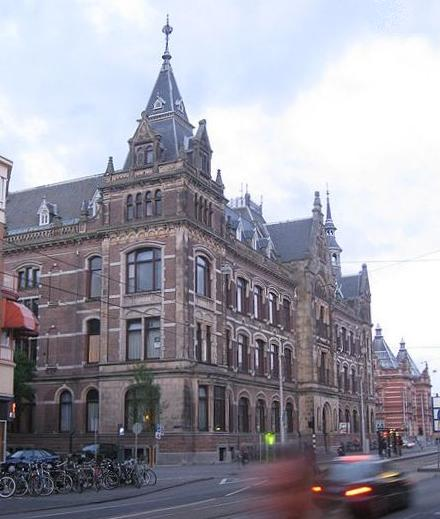
Das Gebäude des Conservatorium Hotel

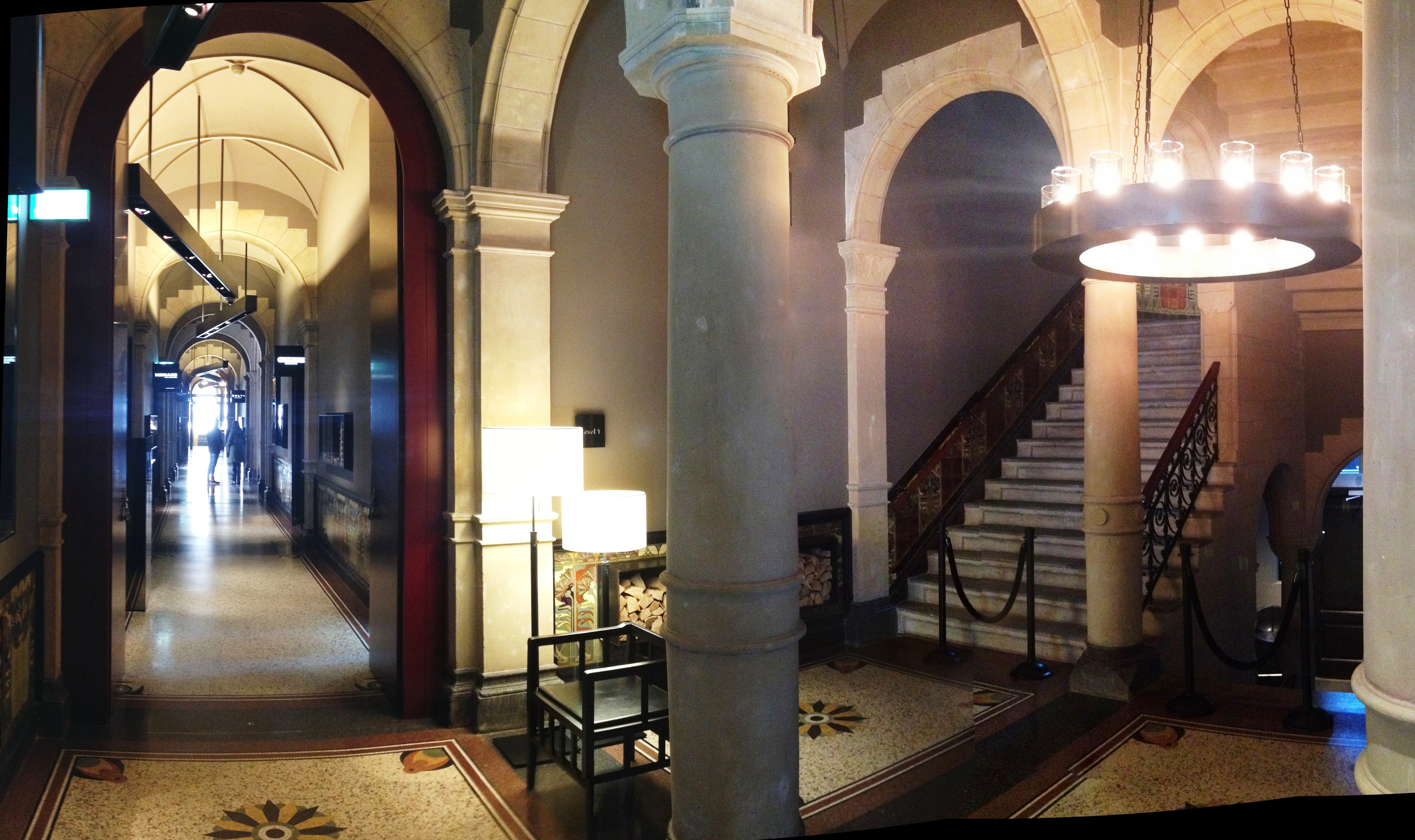
Flur im Conservatorium Hotel

Das Conservatorium Hotel ist ein Fünf-Sterne-Grandhotel in Amsterdam. 
Das Hotel liegt im Museumsquartier und besteht aus einem historischen Gebäude, das 2008 durch eine moderne Halle aus Glas ergänzt wurde. 
Es gehört zum Hotelverbund The Leading Hotels of the World.

## Hotel
Das Hotel hat 75 Zimmer und 54 Suiten. Es beinhaltet zwei Restaurants, eine Bar, eine Lounge und ein 1000 m² großes Spa namens Akasha Holistic Wellbeing. 
In der Umgebung von einem Kilometer findet sich das Stedelijk Museum, das Van Gogh Museum, das Concertgebouw, das Rijksmuseum und der Vondelpark.

## Geschichte

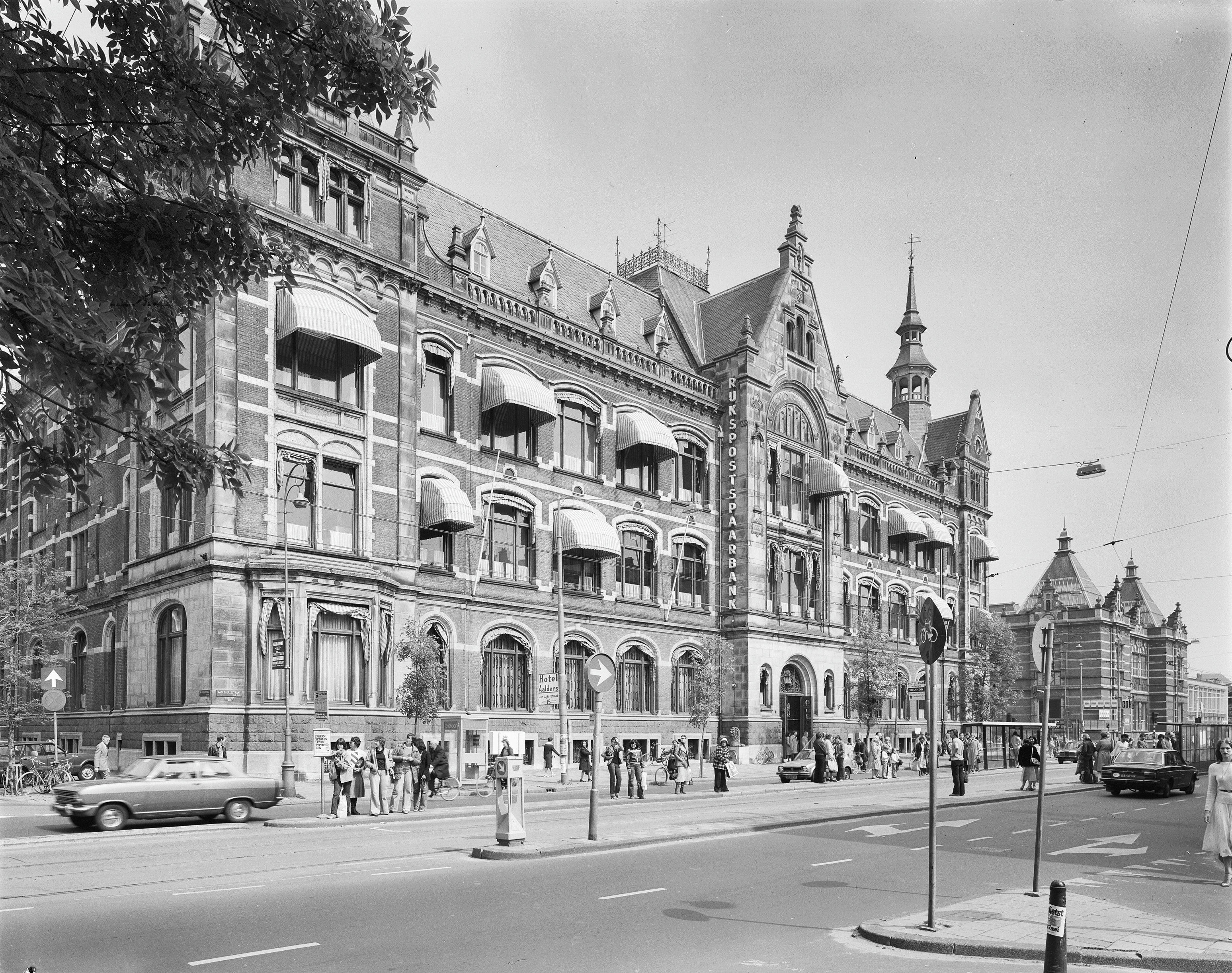
Postbank (1978)

Das Postbank-Gebäude wurde vom niederländischen Architekten Daniël Knuttel (1857–1926) in einer Mischung aus Neugotik und Jugendstil entworfen. 1897 wurde es für rund 120.000 Gulden (55.000 €) erstellt. 1978 wurde das Gebäude von der Postbank aufgegeben und stand fünf Jahre leer.
1983 wurde es Sitz des neu gegründeten Conservatorium van Amsterdam; dabei waren Umbauten erforderlich, um die Architektur in funktionale Klassenzimmer zu verwandeln. Im April 2008 zog das Amsterdamer Konservatorium um. 
2008 kauften The Set Hotels das Gebäude. Der Mailänder Designer Piero Lissoni baute das Konservatorium zum Hotel Conservatorium um und ergänzte es bis 2012 durch eine glasüberdeckte Halle und einen modernen Anbau mit Eingangsbereich, Aufzügen und Besprechungsräumen.

## Musikpreis
Das Hotel hält die Geschichte mit dem Conservatorium van Amsterdam durch Preisverleihungen aufrecht, für die jedes Jahr Studenten der Jazzabteilung in das Hotel eingeladen werden.